# 森清 (写真家)
森 清（もり きよし、1970年3月5日 - ）は日本の写真家。兵庫県出身、早稲田大学文学部美術専修卒。

## 経歴
- 1970年3月5日 - 兵庫県生まれ。
- 1992年 - NZ/心象の写真展「図像」を オリンパスギャラリー(東京)にて開催。
- 1994年 - 早稲田大学文学部美術専修卒業。
- 2000年 - チベットからインド・ダラムサラに亡命したカルマパ17世の姿を世界に先がけて撮影。
- 2002,2003年 - 清里フォトアートミュージアムに作品収蔵。
- 2003年 - 「西南シルクロード」をたどる旅でビルマ北部のゲリラ地帯に潜入。

個展「ゲリラに花を The flowers dedicated to KACHIN LAND」を銀座コダックフォトサロンにて開催。
- 2006年 - 個展「BEYOND THE SILKROAD 4500km」を新宿コニカミノルタフォトプラザにて開催。
- 2007年 - 個展「LAKE VAN」Searching for the phantomを銀座コダックフォトサロンで開催。
- 2011年 - 個展「The End of the MONSOON.」を新宿エプサイトで開催。
- 2015年 - 「不忍池」

　　　　　　　　　4月3日（金）～5月17日（日）入江泰吉記念奈良市写真美術館、7月21日（火）～7月28日（火）日本経済新聞大阪本社にて展示

## 受賞歴
- 1991,1992,1993年 - 日本写真家協会展入選。
- 2001年 - 12年に一度のインドの大祭「kumbh mela 2001」を取材した写真で日本雑誌写真記者会賞(フォトルポルタージュ部門)受賞。
- 2003年 - 日本雑誌写真記者会賞（フォトルポルタージュ部門）受賞。
- 2004,2008年 - 日本雑誌写真記者会賞（紀行部門）受賞。
- 2006年 - コニカミノルタ「フォト・プレミオ」入賞。
- 2009年 - 冨士フィルムフォトサロン新人賞2009奨励賞受賞。
- 2015年 - 入江泰吉記念奈良市写真美術館　第一回入江泰吉記念写真賞 日本経済新聞社賞受賞。